# Stephen B. Grimes
Stephen B. Grimes (* 18. April 1927 in Weybridge; † 12. September 1988 in Positano) war ein britischer Artdirector und Szenenbildner, der 1986 einen Oscar für das beste Szenenbild gewann.

## Leben
Grimes begann seine Laufbahn als Artdirector und Szenenbildner in der Filmwirtschaft 1953 bei dem Film Eine Prinzessin verliebt sich und wirkte bis zu seinem Tod an der szenischen Ausstattung von mehr als dreißig Filmen mit.

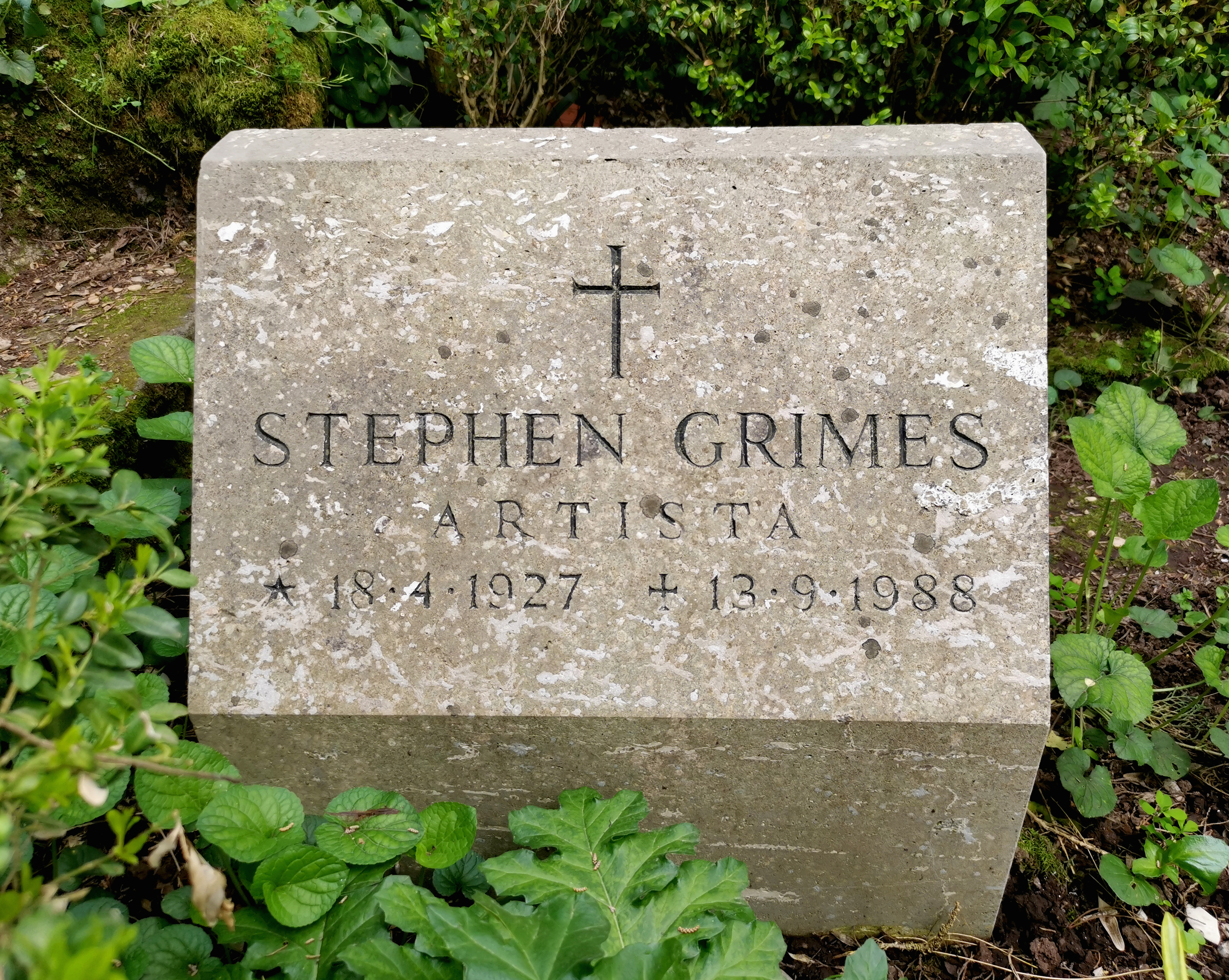
Grabstelle auf dem Protestantischen Friedhof Rom

Für die Oscarverleihung 1965 war er erstmals für einen Oscar nominiert für das beste Szenenbild in dem Schwarzweißfilm Die Nacht des Leguan (1964) von John Huston mit Richard Burton, Deborah Kerr und Ava Gardner in den Hauptrollen. 1971 folgte eine Nominierung für den British Academy Film Award (BAFTA Film Award) für das beste Szenenbild in Filmmelodram Ryans Tochter (1970) von David Lean mit 
Robert Mitchum, Trevor Howard und Christopher Jones. Eine weitere Oscarnominierung für das beste Szenenbild bekam er 1974 mit William Kiernan für So wie wir waren (1973) von Sydney Pollack mit Barbra Streisand, Robert Redford und Bradford Dillman.
Bei der Oscarverleihung 1986 erhielt er gemeinsam mit Josie MacAvin den Oscar für das beste Szenenbild in Jenseits von Afrika (1985) von Sydney Pollack mit Meryl Streep, Robert Redford und Klaus Maria Brandauer.
Grimes wurde auf dem Protestantischen Friedhof Rom bestattet (Grabnummer 2-6-1).

## Filmografie (Auswahl)
- 1953: Eine Prinzessin verliebt sich (The Sword and the Rose, Mitarbeiter am Setdesign)
- 1956: Moby Dick (Assistent des Setdesigners)
- 1957: Der Seemann und die Nonne (Heaven Knows, Mr. Allison)
- 1958: Die Wurzeln des Himmels (The Roots of Heaven)
- 1960: Denen man nicht vergibt (The Unforgiven)
- 1961: Misfits – Nicht gesellschaftsfähig (The Misfits)
- 1962: Die Totenliste (The List of Adrian Messenger)
- 1962: Freud
- 1964: Die Nacht des Leguan (The Night of the Iguana)
- 1966: Dieses Mädchen ist für alle (This Property is Condemned)
- 1967: Spiegelbild im goldenen Auge (Reflections in a Golden Eye)
- 1969: Dave – Zuhaus in allen Betten (Sinful Davey)
- 1969: Eine Reise mit der Liebe und dem Tod (A Walk with Love and Death)
- 1970: Ryans Tochter (Ryan's Daughter)
- 1973: So wie wir waren (The Way We Were)
- 1975: Yakuza (The Yakuza)
- 1975: Die drei Tage des Condor (Three Days of the Condor)
- 1976: Eine Leiche zum Dessert (Murder by Death)
- 1977: Bobby Deerfield
- 1978: Stunde der Bewährung (Straight Time)
- 1980: Urban Cowboy
- 1981: Fesseln der Macht (True Confessions)
- 1981: Am goldenen See (On Golden Pond)
- 1983: Krull
- 1983: Sag niemals nie (Never Say Never Again)
- 1983: Ein ungleiches Paar (The Dresser)
- 1985: Jenseits von Afrika (Out of Africa)
- 1987: Die Toten (The Dead)
- 1988: Schwarzer Sommer (Haunted Summer)

## Auszeichnungen
- 1986: Oscar für das beste Szenenbild